# Нур аль-Хусейн
Нур аль-Хусейн (араб. نور الحسين; нар. 23 серпня 1951), уроджена Ліса Наджиб Халабі (англ. Lisa Najeeb Halaby) — йорданська філантропка й активістка американського походження, четверта дружина та вдова короля Хусейна. Королева-консорт Йорданії з 15 червня 1978 року до смерті чоловіка 7 лютого 1999 року.
Під час і після свого правління Нур започаткувала багато проєктів і програм, які вирішують різні національні потреби. Зокрема вона опікувалася розвитком сфери освіти, захистом прав жінок і дітей і збереженням культурної спадщини країни. На міжнародному рівні Нур використовує свій вплив для сприяння глобальному миру та просування ідеї міжкультурного розуміння. Також вона відкрито виступає за захист довкілля від змін клімату та за міжнародну заборону протипіхотних мін і ядерної зброї.

## Родина та юні роки
Королева Нур народилася під іменем Ліса Наджиб Халабі у Вашингтоні, столиці США. Вона була першою дитиною Наджиба Халабі та Доріс Карлквіст. ЇЇ батько народився 1915 року в Далласі, штат Техас. Під час Другої світової війни він був льотчиком-випробувачем ВМС, пізніше працював помічником міністра оборони. 1961 року президент Джон Кеннеді призначив його главою Федерального управління авіації. Окрім того, Наджиб побудував кар'єру в приватному секторі, обіймаючи посаду генерального директора авіакомпанії Pan Am з 1969 по 1972 рік. Окрім Ліси, у нього було ще двоє дітей: син Крістіан і донька Алекса. 1977 року він розлучився з Доріс, а 3 липня 2003 року помер у віці 87 років. Мати Ліси, американка шведського походження, народилася 1918 року в Левенворті, штат Вашингтон. Вона здобула освіту політолога в університеті Вашингтону та померла 25 грудня 2015 року у віці 97 років.
Дідом Ліси по батьковій лінії був бізнесмен Наджиб Еліяс Халабі. Він народився в ліванському місті Захле, а його батьки походили з Алеппо. Еліяс Халабі, батько Наджиба, приїхав до Нью-Йорка 1891 року, ставши одним із перших сирійських іммігрантів у США. Через шість років він помер, а його імпортний бізнес відійшов двом старшим синам. Наджиб як один із цих синів відтоді став заробляти гроші, збуваючи різні сімейні коштовності. Одного разу, за його словами, він мав нагоду особисто запропонувати свій товар Френсіс Клівленд, дружині президента Гровера Клівленда. Згодом Наджиб став успішним підприємцем, продаючи закордонні тканини, килими та твори мистецтва. Близько 1911 року він перебрався до Далласу, де зустрів Лору Вілкінз, бабусю Ліси. Разом вони відкрили інтер’єр-бутик, а невдовзі народили дитину, батька майбутньої королеви.

### Освіта
Спершу Ліса Халабі навчалася в Національній катедральній школі Вашингтону. У шостому класі вона брала участь у передвиборчій кампанії майбутнього президента США Ліндона Джонсона. Коли її батько став главою авіакомпанії, вони переїхали до Нью-Йорка, де дівчина пішла до Чепінської школи. Два роки по тому вона вступила до престижної Конкордської академії у Массачусетсі.
1969 року Ліса вступила до Принстонського університету, де тоді вперше запровадили курс зі спільним для чоловіків і жінок навчанням. Вона стала першою чирлідеркою в історії вишу, а також увійшла до складу його першої жіночої команди з хокею. На другому курсі Ліса вирішила взяти перерву, під час якої перебралася до Аспена, штат Клорадо, де працювала офіціанткою, брала уроки фотографії та каталася на лижах. 1974 року вона завершила навчання, отримавши ступінь бакалавра з архітектури та містобудування.

## Професійна кар'єра
Після закінчення Принстона Ліса Халабі переїхала до Австралії, де працювала на фірму, що спеціалізувалася на плануванні нових міст. 1975 року вона прийняла пропозицію роботи від британської архітектурної фірми, що мала створити новий міський план Тегерану. Через рік Ліса повернулася до США та подала документи на вступ до Колумбійського університету задля отримання журналістської освіти. Тим часом її батько перебрався до Йорданії, відгукнувшись на прохання місцевої влади допомогти з розвитком національної авіакомпанії. Згодом він запропонував роботу своїй доньці, яка на той момент проявляла зацікавленість арабською культурою. Ліса погодилася та стала директором з планування та проєктування об'єктів компанії. Працюючи в східній країні, зокрема в її столиці Аммані, вона познайомилися та зблизилася з королем Хусейном, який тоді ще оплакував смерть своєї третьої дружини. Їхня дружба згодом переросла в романтичні стосунки, а в травні 1978 року пара заручилася.

## Шлюб і діти

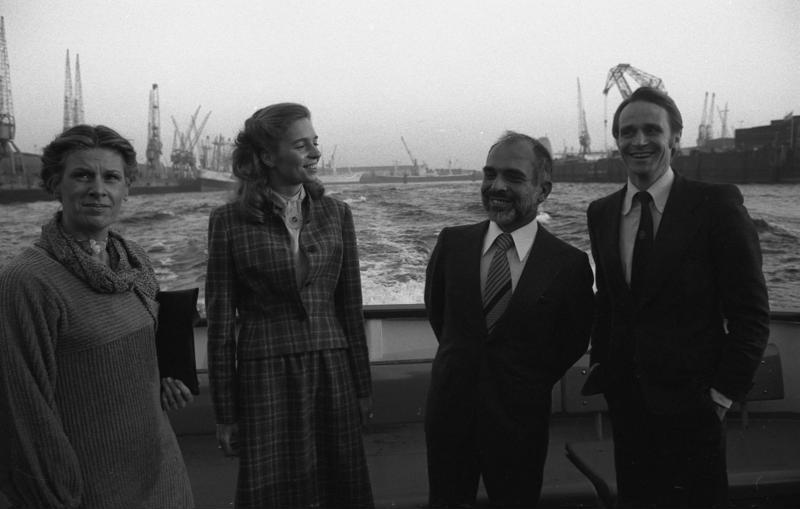
Король Хусейн і королева Нур під час візиту до Німеччини (1978)

15 червня 1978 року Ліса Халабі вийшла заміж за короля Хусейна, ставши, як підсумок, королевою Йорданії. Коротка весільна церемонія відбулася в Аммані згідно з традиційним мусульманським обрядом. Перед одруженням Ліса, що до того номінально була протестанткою, прийняла іслам. Також вона офіційно змінила своє ім'я на арабське Нур аль-Хусейн (укр. Світло Хусейна). Після одруження Нур взяла на себе управління королівським домом, а також опіку над трьома пасинками — дітьми Хусейна від попередньої дружини. Окрім того, у неї та короля було четверо власних дітей:
- принц Хамза (нар. 29 березня 1980 року), має п'ятьох дочок і двох синів;
- принц Хашим (нар. 10 червня 1981 року), має трьох дочок і двох синів;
- принцеса Іман (нар. 24 квітня 1983 року), має одного сина;
- принцеса Рая (нар. 9 лютого 1986 року).

Король Хусейн помер 7 лютого 1999 року від лімфоми, на яку він захворів сім років тому. Новим королем став його первісток Абдалла. Титул наслідного принца отримав Хамза, син Нур, хоча 2004 року король несподівано позбавив його цього статусу. Натомість через п'ять років новим спадкоємцем престолу Абдалла призначив свого старшого сина Хусейна.

## Сфера діяльності

### У країні
Отримавши титул королеви Йорданії, Нур аль-Хусейн стала опікуватися багатьма проєктами та ініціативами, націленими на вирішення різноманітних проблем регіону. Серед сфер її діяльності зокрема опинилися освіта, добробут жінок і дітей, комплексний розвиток громад, права людини, громадська архітектура та планування, збереження навколишнього середовища та культури. Задля запобігання виїзду талановитої молоді за кордон, вона допомогла заснувати Jubilee School — трирічну середню школу для обдарованих учнів, де одночасно могли навчатися хлопці та дівчата. Для збереження культурної спадщини Йорданії королева Нур долучилася до заснування фестивалю культури та мистецтв «Джераш» — щорічного заходу з танцями, поезією та музикою. Вона також приділяла увагу проблемам із правами жінок у країні, виступаючи за розширення їхніх можливостей освіти та працевлаштування. 1985 року для консолідації всіх своїх багатьох ініціатив королева Нур створила «Фонд Нур аль-Хусейн», проєкти якого були відзначені багатьма міжнародними організаціями. 1999 року на честь свого загиблого чоловіка вона також створила гуманітарний «Фонд короля Хусейна».

### У світі
Міжнародна діяльність Нур аль-Хусейн зосереджена на багатьох питаннях, зокрема на захисті навколишнього середовища. Вона є спонсором Міжнародного союзу охорони природи — найстарішої природоохоронної організації у світі — та почесним президентом BirdLife International. Також Нур виступає в ролі президента освітньої організації Коледжі об'єднаного світу, що має власну міжнародну мережу навчальних закладів. Окрім того, вона довірена особа міжнародної організації Mentor Foundation, яка бореться зі зловживанням наркотиками серед молоді. З 2001 року «Фонд короля Хусейна», заснований нею, регулярно присуджує «Лідерську премію» особам, групам або установам, які виявили взірцеве лідерство в своїх зусиллях зі сприяння сталого розвитку, толерантності, соціальної рівності та миру. 2007 року фонд також запустив програму «Медіа та гуманність», яка заохочує різні культури, особливо мусульманські та близькосхідні, до примирення та розуміння.

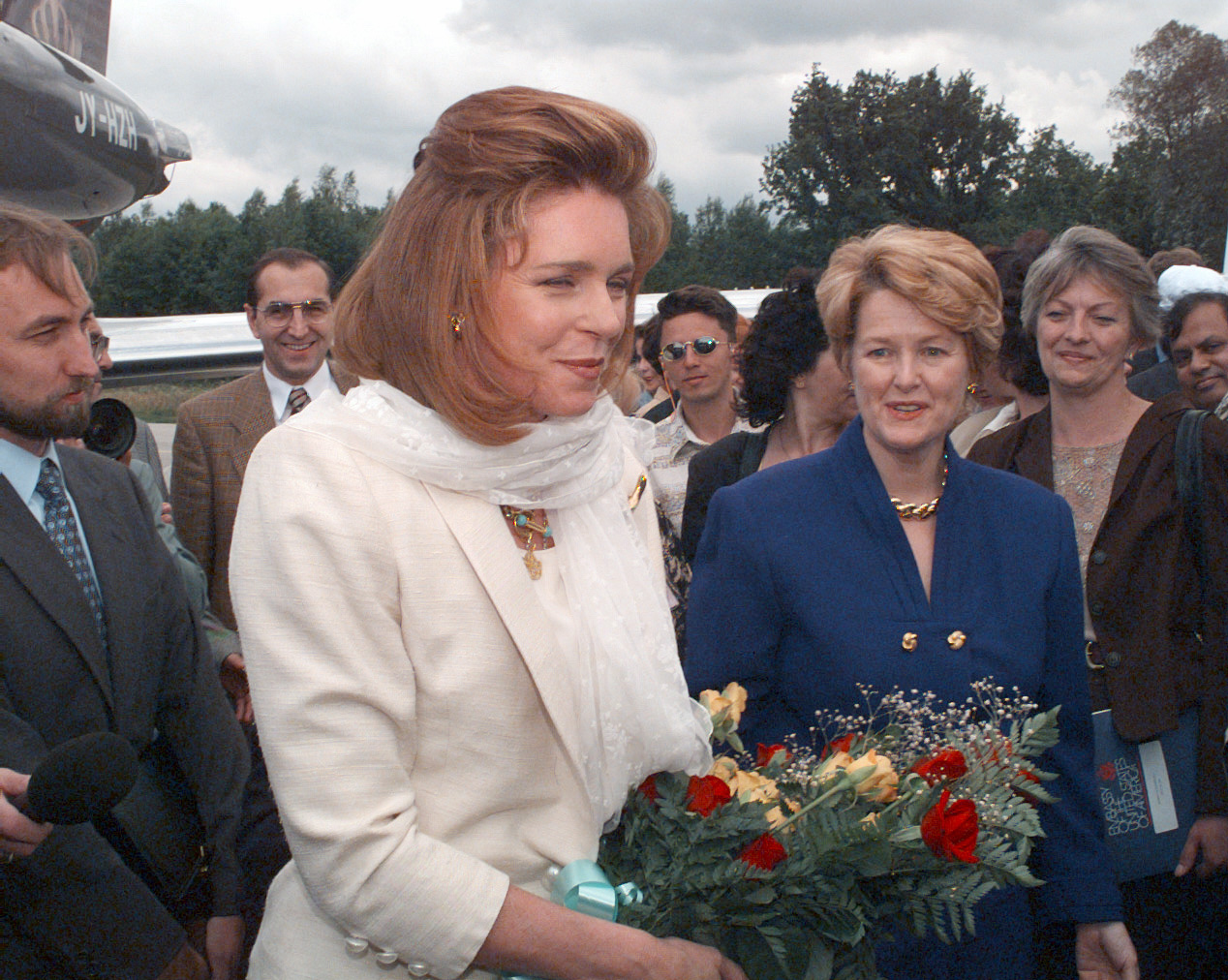
Королева Нур у Боснії та Герцеговині (1996)

Королева Нур є членом Міжнародної комісії з питань зниклих безвісти, створеної 1996 року для вирішення конфліктів, що виникли на ґрунті війни на Балканах. Наразі для країн, які мають справу зі стихійними лихами, порушеннями прав людини та збройними конфліктами, ця комісія постає як провідний постачальник даних для ДНК-ідентифікації. З 1998 року Нур також бере участь у боротьбі за світову заборону протипіхотних мін, зокрема виступаючи радником і спонсором відповідного міжнародного руху. Вона співпрацює з урядами багатьох країн, щоби ті приєдналися до ратифікації Оттавської конвенції, та підтримує різні неурядові організації, що опікуються відновленням та реабілітацією постраждалих від мін людей. Окрім того, Нур є одним із засновників і лідерів міжнародного руху Global Zero, що виступає за повну ліквідацію ядерної зброї.   
Нур аль-Хусейн як директор гуманітарної організації Refugees International відкрито виступає за захист переміщених осіб у всьому світі. Зокрема вона опікується інтересами палестинських, іракських і сирійських біженців, які відповідно були переміщені через тривалий арабо-ізраїльський конфлікт, війну в Іраку (2003—2011) та громадянську війну в Сирії, розпочату 2011 року. Також Нур підтримує різні світові ініціативі, що сприяють миру як на Близькому Сході, так і в усьому світі загалом.  

## Відзнаки

### Національні нагороди
- Knight Grand Cordon with Collar of the Order of al-Hussein bin Ali
- Knight of the Order of Military Glory
- Knight Grand Cordon (Special Class) of the Supreme Order of the Renaissance
- Knight Grand Cordon of the Order of the Star of Jordan

### Іноземні нагороди
- Grand Star of the Order of Honour for Services to the Republic of Austria (Австрія)[14]
- Member First Class of the Family Order of Laila Utama (Бруней)
- Dame Grand Cross of the Order of Saint John (Велика Британія)
- Knight of the Order of the Elephant (Данія)[15]
- Grand Cross Special Class of the Order of the Virtues (Єгипет)
- Dame Grand Cross of the Order of Charles III (Іспанія)[16]
- Dame Grand Cross of the Order of Isabella the Catholic (Іспанія)[17]
- Knight Grand Cross of the Order of Merit of the Italian Republic (Італія)[18]
- Dame Grand Cross of the Order of the Gold Lion of the House of Nassau (Люксембург)
- Grand Cross of the Order of the Legion of Honour (Франція)
- Member of the Royal Order of the Seraphim (Швеція)[19]